# Saccodomus formivorus
Saccodomus formivorus är en spindelart som beskrevs av William Joseph Rainbow 1900. Saccodomus formivorus ingår i släktet Saccodomus och familjen krabbspindlar.
Artens utbredningsområde är New South Wales. Inga underarter finns listade i Catalogue of Life.